# KYRO
KYRO（カイロ）は、ST Microelectronicsが開発したビデオチップ（グラフィックアクセラレータ）である。

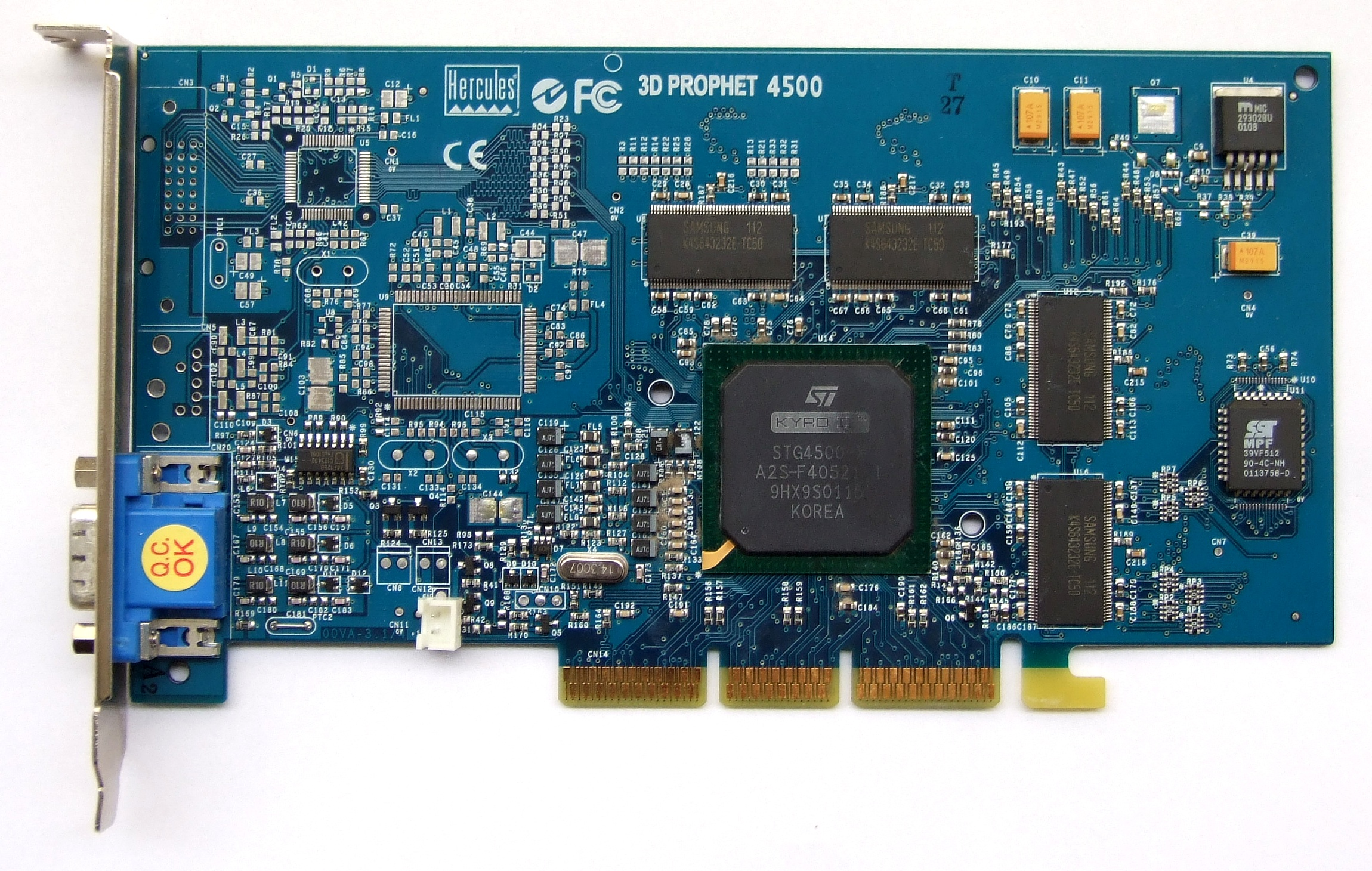
KYRO II を搭載したボード

## 概要
KYROのアーキテクチャは、NECとVideoLogicが共同開発したPowerVRアーキテクチャが基になっており、画面を数平方ピクセルごとのタイルに分割して演算を行うことで、必要となるメモリ帯域幅を抑えられるタイルベースレンダリング（Tile Based Rendering、TBR）を特徴とする。
最初の製品であるKYROは2000年に発表され、DVD再生支援機能やフルシーンアンチエイリアシング（FSAA）、バンプマッピングが実装された。2001年に発表されたKYRO IIは、KYROをベースにOpenGLへの完全対応やDirectX圧縮テクスチャへの対応などの改良が施されたものとなっている。
KYROを搭載したグラフィックボードはコストパフォーマンスに優れ、バリュークラス帯におけるNVIDIA GeForce2の対抗馬として注目された。KYROは性能でGeForce2 MXよりも劣るが、KYRO IIは条件によってはGeForce2 MXを上回る性能をもっていた。しかしハードウェアT&Lエンジンやプログラマブルシェーダを搭載していないため、これらを必須とする一部の機能は利用できない。

## KYRO (STG4000)
- 製造プロセス 0.25 μm
- コアクロック 115 MHz
- メモリクロック 115 MHz
- インターフェース AGP4x
- メモリインターフェース 128bit

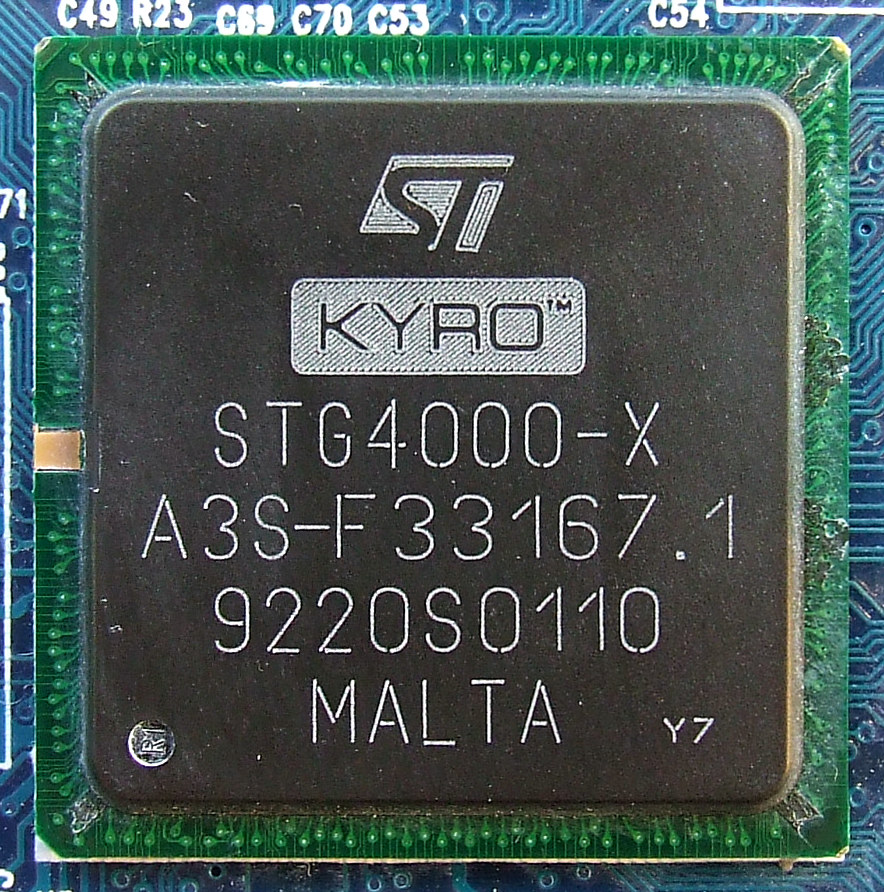
KYRO

- ビデオメモリ SDRAM/SGRAM 32/64 MB
- 対応API DirectX8（一部非対応）/OpenGL

## KYRO II (STG4500)
- 製造プロセス 0.18 μm
- コアクロック 175 MHz
- メモリクロック 175 MHz
- インターフェース AGP4x
- メモリインターフェース 128bit

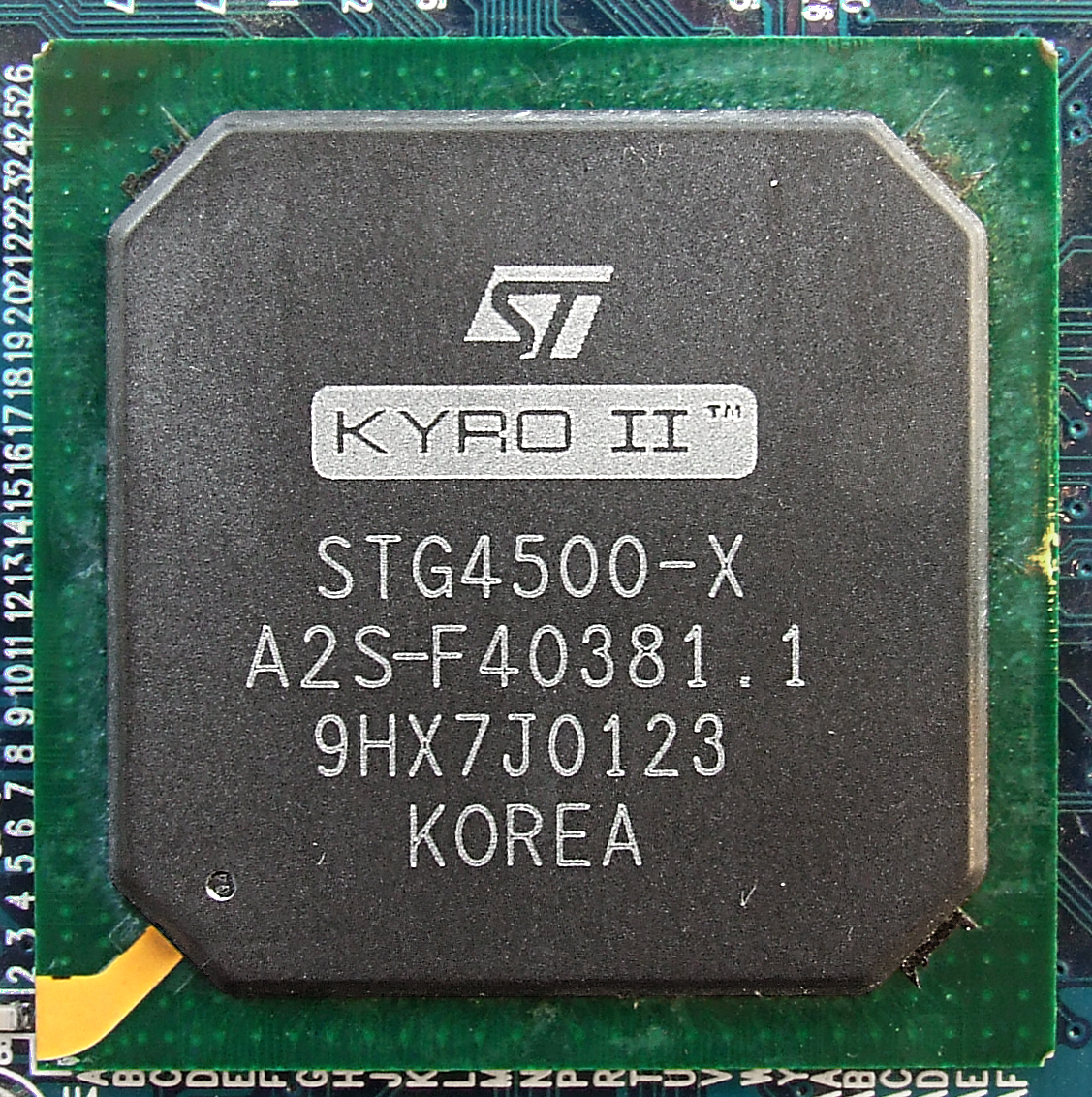
KYRO II

- ビデオメモリ SDRAM/SGRAM 64 MB
- 対応API DirectX8（一部非対応）/OpenGL

## KYRO II SE (STG4800)
- 製造プロセス 0.15μm
- コアクロック 200MHz
- メモリクロック 200MHz
- インターフェース AGP4x
- ビデオメモリ SDRAM/SGRAM 64MB
- メモリインターフェース 128bit
- 対応API DirectX8.1（一部非対応）/OpenGL

## KYRO III (STG5000)
PowerVR4を基にハードウェアT&Lなどを実装したチップであったが、ST Microelectronicsがビデオチップ市場から撤退したため製品化はされなかった。
- インターフェース AGP4x
- メモリインターフェース 128bit
- ビデオメモリ DDR-SDRAM 64MB
- 対応API DirectX8.1/OpenGL